# Luana Anders
Luana Anders, nata Luana Margo Anderson (New York, 12 maggio 1938 – Los Angeles, 21 luglio 1996), è stata un'attrice e sceneggiatrice statunitense.

## Filmografia parziale

### Cinema
- Il pozzo e il pendolo (The Pit and the Pendulum), regia di Roger Corman (1961)
- I diavoli del Grand Prix (The Young Racers), regia di Roger Corman (1963)
- Terrore alla 13ª ora (Dementia 13), regia di Francis Ford Coppola (1963)
- Assassinio al terzo piano (Games), regia di Curtis Harrington (1967)
- Easy Rider - Libertà e paura (Easy Rider), regia di Dennis Hopper (1969)
- Quel freddo giorno nel parco (That Cold Day in the Park), regia di Robert Altman (1969)
- Greaser's Palace, regia di Robert Downey Sr. (1972)
- Quando le leggende muoiono (When the Legends Die), regia di Stuart Millar (1972)
- Origine di una perversione (The Killing Kind), regia di Curtis Harrington (1973)
- L'ultima corvé (The Last Detail), regia di Hal Ashby (1973)
- Shampoo, regia di Hal Ashby (1975)
- Missouri (The Missouri Breaks), regia di Arthur Penn (1976)
- Verso il sud (Goin' South), regia di Jack Nicholson (1978)
- Due donne in gara (Personal Best), regia di Robert Towne (1982)
- Vertenza inconciliabile (Irreconcilable Differences), regia di Charles Shyer (1984)
- Dinosauri a colazione (Movers & Shakers), regia di William Asher (1985)
- Per soldi e per magia (Limit Up), regia di Richard Martini (1989)
- Il grande inganno (The Two Jakes), regia di Jack Nicholson (1990)
- 4 fantasmi per un sogno (Heart and Souls), regia di Ron Underwood (1993)
- Presunta innocenza (Criminal Passion), regia di Donna Deitch (1994)
- L'eredità maledetta (The Point of Betrayal), regia di Richard Martini (1995)
- Randagi (American Strays), regia di Michael Covert (1996)
- Cannes Man, regia di Richard Martini (1997)

### Televisione
- The Restless Gun – serie TV, episodio 1x07 (1957)
- The Further Adventures of Ellery Queen – serie TV, episodio 1x08 (1958)
- Cimarron City – serie TV, episodio 1x15 (1959)
- Sugarfoot – serie TV, episodio 2x18 (1959)
- Bus Stop – serie TV, episodio 1x05 (1961)
- The Greatest Show on Earth – serie TV, episodio 1x12 (1963)
- Mayberry R.F.D. - serie TV, 2 episodi (1969)
- Dragnet 1967 - serie TV, 3 episodi (1967-1970)
- Hitched - film TV (1971)
- Evil Roy Slade - film TV (1972)
- La casa nella prateria (Little House on the Prairie) – serie TV, episodio 3x11 (1976)
- Sola per sempre (The Suicide's Wife) - film TV (1979)
- Il destino nella culla (Switched at Birth) - miniserie TV (1991)
- In Sickness and in Health - film TV (1992)
- Santa Barbara - soap opera, 2 puntate (1992)
- Giustizia privata - Una madre sotto accusa (In My Daughter's Name) - film TV (1992)

### Sceneggiatrice
- Per soldi e per magia (Limit Up) (1989)
- Fiamme sull'Amazzonia (Fire on the Amazon) (1993)